# 범죄구성사실
범죄구성사실(犯罪構成事實)은 법률상의 구성요건에 해당하는 구체적인 사실을 말한다. 구성요건은 사실이 추상된 관념이라면, 범죄구성사실은 여기에 해당하는 구체적 사실이다. 형법상 죄의 성립요소인 사실과 형사소송법상 범죄될 사실 등이 범죄구성사실을 의미한다(형법 제13조·제14조, 형사소송법 제323조). 유죄판결에는 범죄구성사실이 필요하다(형사소송법 제323조 제1항). 사건에 관한 일시·장소·방법 등에 의하여 사건의 동일성 확인이 가능하도록 구체적 사실이 필요하다. 그리고 행위의 결과, 전과, 처벌조건 등도 범죄구성사실에 해당된다.